# 國際象棋拳擊
國際象棋拳擊（英語： 或 ），是一項綜合西洋棋和拳擊的新興運動。該項運動是由荷蘭藝人伊皮·華比殊在2003年公開，其靈感是源於一位法國漫畫家恩奇·畢拉在其作品《寒冷赤道》中的內容。現時，國際象棋拳擊日漸流行起來，世界國際象棋拳擊聯合會就估計全球有150位西洋棋拳手。參賽的運動員必須要善於拳擊和棋藝方能取勝。

## 比賽規則

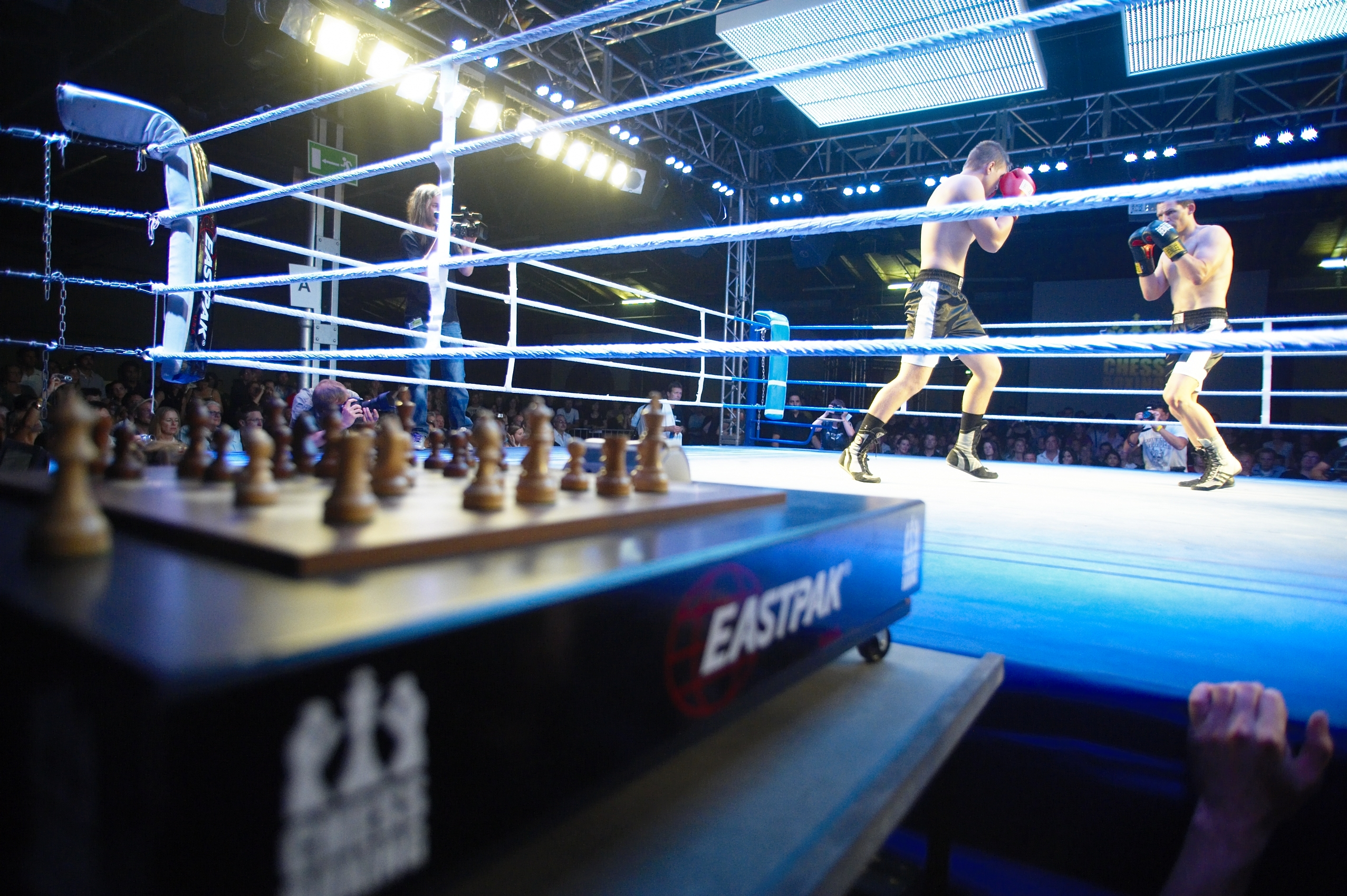
一場於柏林舉行的國際象棋拳擊賽

國際象棋拳擊賽以梅花間竹的形式進行11局西洋棋和拳擊賽，賽事的首局必須為4分鐘的棋賽，然後進行3分鐘的拳擊賽。當中，局與局之間運動員也有1分鐘的休息時間。由於棋局採用的是快棋對弈，故此棋賽的計時器設為12分鐘（一局棋賽每位運動員均有兩分鐘移動棋子，棋賽共有6局）。
如果運動員在拳賽上以擊倒的形式打敗對手，则可赢得比赛。或者在棋賽方面，如參賽者能將死對方，也可贏得比赛。在棋赛中，參與者如果迟迟不动棋子，将会被裁判警告，并需在10秒內移動棋子。获多次警告後可能會被取消參賽資格，對方直接勝出。。
與拳擊項目不同，這運動容許女子參賽，但目前為止，並未有正式的女子組賽事進行。

## 歷史
國際象棋拳擊源於漫畫家恩奇·畢拉在1992年發表的作品《尼可波勒三部曲》之第三部曲《寒冷赤道》。伊皮·华比殊把这个构想付诸了实现，并以小丑伊皮的名字亲自参赛。伊皮認為书中设计的拳击赛完成后的棋赛不太实际，将其改为一局拳赛和一段棋赛交替进行。
其後，該項運動由世界國際象棋拳擊聯合會接手管理，其口號為﹕「战斗在擂台上进行，战争在棋盘上進行」（Fighting is done in the ring and wars are waged on the board）。2003年，首屆的世界錦標賽在荷蘭首都阿姆斯特丹舉行，並由該項運動的創辦人華比殊贏得冠軍。2005年10月1日，舉行第一屆的歐洲國際象棋拳擊錦標賽由德國柏林主辦，保加利亞棋手擊敗東道主代表，摘下金牌。
2006年4月21日，400名觀眾在科隆自費入場觀看比賽。賽事最終由Frank憑他在西洋棋與拳擊賽表現出眾下，逼使對手在第七局時放棄作賽。2008年4月，世界國際象棋聯合會的主席伊律諾夫在其出生地埃利斯塔參與一場國際象棋拳擊賽，並把其過程上傳至互聯網。同時，英國拳手成立了全國第一個的國際象棋拳擊俱樂部。同年7月，年僅19歲的俄羅斯學生在第五局棋賽敗擊對手，使對方提早比賽，贏得第二屆世界錦標賽的冠軍。
2009年11月28日，在俄羅斯克拉斯諾亞爾斯克舉行的重量級世界錦標賽決賽吸引了2000人入場觀場。最終，17歲的卡凡在棋局上反勝比他年長5歲的史沙咸，成為這次錦標賽的盟主。

## 資料來源
1. ↑  Chessboxing popularity grows[永久]
2. ↑  .   [2010-03-06]. （原始内容存档于2013-08-26）.
3. ↑  .   [2010-03-06]. （原始内容存档于2010-04-02）.
4. ↑  .   [2010-03-06]. （原始内容存档于2010-04-03）.
5. ↑  .   [2010-03-06]. （原始内容存档于2019-04-16）.
6. ↑  .   [2010-03-06]. （原始内容存档于2020-10-28）.
7. ↑  .   [2010-03-06]. （原始内容存档于2009-08-12）.
8. ↑  .   [2010-03-06]. （原始内容存档于2010-12-24）.
9. ↑  .   [2010-03-06]. （原始内容存档于2010-04-11）.

## 相關網頁
- WCBO官方網頁 （页面存档备份，存于）
- 英國總會官方網頁 （页面存档备份，存于）
- 國際象棋拳擊 （页面存档备份，存于）
- 英國國際象棋拳擊俱樂部網頁（页面存档备份，存于）